# Regula de trei simplă
Regula de trei simplă este o metodă matematică ce permite determinarea unuia dintre termenii unei ecuații de proporționalitate pe baza celorlalți. Ea poate fi utilizată și pentru a verifica dacă o relație de proporționalitate este satisfăcută de un set de valori.
Această regulă se bazează pe egalitatea produselor pe diagonală, adică produsele termenilor de pe fiecare diagonală într-o ecuație de proporționalitate.
Regula se folosește atât pentru calcularea unei mărimi direct proporționale, cât și pentru calcularea unei mărimi invers proporționale.
Regula revine pentru a calcula a patra proporțională din proporțiile {\displaystyle {\tfrac {a}{b}}}  = {\displaystyle {\tfrac {c}{x}}}, respectiv {\displaystyle {\tfrac {a}{b}}}  = {\displaystyle {\tfrac {x}{c}}}.
Ea este folosită cel mai frecvent în calculul procentelor, în rezolvarea problemelor de conversie de la o unitate de măsură la alta, în aplicarea teoremei lui Thales sau în determinarea coliniarității a doi vectori plani ale căror coordonate sunt cunoscute.

## Explicație
Principiul regulii de trei simplă constă în raportarea la unitate.
De exemplu, pentru întrebarea:
Dacă se pot fabrica 5 produse în 7 ore de lucru, câte ore sunt necesare pentru a fabrica 8 produse?
- Se determină timpul necesar fabricării unui singur produs:

În 7 ore, se fabrică 5 produse. Deci fabricarea unui singur produs durează {\displaystyle {\dfrac {7}{5}}} ore de muncă (de 5 ori mai puțin).
- Se poate deduce astfel timpul necesar fabricării a 8 produse:

Dacă pentru 1 produs sunt necesare {\displaystyle {\dfrac {7}{5}}} ore, atunci pentru 8 produse este necesar de 8 ori mai mult timp, adică {\displaystyle {\dfrac {7}{5}}\times 8} ore.
Termenul de regula de trei simplă provine de la faptul că în ea intervin 3 numere (aici, 5, 7, 8). Aplicarea ei necesită scrierea riguroasă pentru a plasa cele trei numere corect în fracția finală.